# Tour de San Luis 2016
La 10e édition du Tour de San Luis a eu lieu du 18 au 24 janvier 2016. La course fait partie du calendrier UCI America Tour 2016 en catégorie 2.1.
L'épreuve a été remportée par le Colombien Dayer Quintana (Movistar) qui s'impose 20 secondes devant l'Argentin Eduardo Sepúlveda (Fortuneo-Vital Concept), lauréat de la quatrième étape, et 35 secondes devant son frère et coéquipier Nairo Quintana.
Eduardo Sepúlveda gagne le classement de la montagne tandis qu'un autre Argentin Emanuel Guevara (San Luis Somos Todos) s'adjuge celui des sprints. Le Colombien Miguel Ángel López (Astana), vainqueur de la sixième étape, termine meilleur jeune et la formation espagnole Movistar meilleure équipe.

## Présentation

### Parcours
La course comprend sept étapes. La première est un contre-la-montre par équipes de 21 kilomètres. La deuxième étape, la plus longue de la course, est tracée sur 181,9 kilomètres, sur un terrain essentiellement plat favorable aux sprinteurs. L'étape suivante est également susceptible de se terminer avec un sprint massif, même si une montée placée peu de temps avant l'arrivée peut favoriser les attaquants. La quatrième étape se termine en montée au Cerro El Amago. Le lendemain, l'arrivée est située en haute d'une courte côte, peu susceptible de causer des écarts significatifs. Une autre étape de montagne est au programme du sixième jour. Celle-ci se termine à Merlo, décrite comme « redoutable ». L'étape finale a lieu sur un circuit à San Luis qui avantage les sprinteurs.

### Équipes
Classé en catégorie 2.1 de l'UCI America Tour, le Tour de San Luis est par conséquent ouvert aux WorldTeams dans la limite de 50 % des équipes participantes, aux équipes continentales professionnelles, aux équipes continentales et aux équipes nationales.
À quelques heures du départ de l'épreuve, l'UCI interdit à l'équipe paraguayenne Vivo Grupo Oresy de prendre part à la course, des documents manquaient à sa demande d'affiliation.
Vingt-huit équipes participent à ce Tour de San Luis - sept WorldTeams, six équipes continentales professionnelles, sept équipes continentales et huit équipes nationales :
| UCI WorldTeams   | UCI WorldTeams | UCI WorldTeams |
| Nom de l'équipe  | Pays           | Code           |
| ---------------- | -------------- | -------------- |
| AG2R La Mondiale | France         | ALM            |
| Astana           | Kazakhstan     | AST            |
| Cannondale       | États-Unis     | CPT            |
| Etixx-Quick Step | Belgique       | EQS            |
| Lampre-Merida    | Italie         | LAM            |
| Movistar         | Espagne        | MOV            |
| Tinkoff          | Russie         | TNK            |

| Équipes continentales professionnelles | Équipes continentales professionnelles | Équipes continentales professionnelles |
| Nom de l'équipe                        | Pays                                   | Code                                   |
| -------------------------------------- | -------------------------------------- | -------------------------------------- |
| Androni Giocattoli-Sidermec            | Italie                                 | AND                                    |
| Delko-Marseille Provence-KTM           | France                                 | DMP                                    |
| Drapac                                 | Australie                              | DPC                                    |
| Fortuneo-Vital Concept                 | France                                 | FVC                                    |
| Nippo-Vini Fantini                     | Italie                                 | NIP                                    |
| UnitedHealthcare                       | États-Unis                             | UHC                                    |

| Équipes continentales                       | Équipes continentales  | Équipes continentales |
| Nom de l'équipe                             | Pays                   | Code                  |
| ------------------------------------------- | ---------------------- | --------------------- |
| Holowesko-Citadel-Hincapie Sportswear       | États-Unis             | HSD                   |
| Inteja-MMR Dominican                        | République dominicaine | DCT                   |
| Jamis                                       | États-Unis             | JAM                   |
| Los Matanceros                              | Argentine              | LMC                   |
| San Luis Somos Todos                        | Argentine              | SLT                   |
| Sindicato de Empleados Públicos de San Juan | Argentine              | SEP                   |
| Strongman-Campagnolo-Wilier                 | Colombie               | SCQ                   |

| Équipes nationales             | Équipes nationales | Équipes nationales |
| Nom de l'équipe                | Pays               | Code               |
| ------------------------------ | ------------------ | ------------------ |
| Équipe nationale d'Argentine   | Argentine          | ARG                |
| Équipe nationale du Brésil     | Brésil             | BRA                |
| Équipe nationale du Chili      | Chili              | CHI                |
| Équipe nationale du Costa Rica | Costa Rica         | CRC                |
| Équipe nationale de Cuba       | Cuba               | CUB                |
| Équipe nationale d'Italie      | Italie             | ITA                |
| Équipe nationale du Mexique    | Mexique            | MEX                |
| Équipe nationale d'Uruguay     | Uruguay            | URU                |

### Favoris
Le Tour de San Luis est l'une des premières courses du calendrier cycliste. Il se déroule en même temps que le Tour Down Under, qui a lieu en Australie. La course argentine se déroule sur un terrain beaucoup plus montagneux que la course australienne et est utilisé par de nombreux coureurs, en particulier les grimpeurs, comme course de reprise. 
Le classement général doit se jouer dans les deux étapes de montagne et le contre-la-montre par équipes. La compétition implique à la fois des coureurs d'équipes européennes de hauts niveaux qui commencent leurs saisons et aussi des coureurs d'Amérique du Sud qui sont au milieu de leur été. Beaucoup de coureurs sud-américains utilisent le cette course pour préparer leurs championnats nationaux. 
Comme pour beaucoup de coureurs européens, il s'agit d'une course de reprise, il leur est difficile d'arriver en bonne forme. Deux coureurs membres d'équipes européennes ont remporté le Tour de San Luis par le passé. Le Colombien Nairo Quintana (Movistar) a remporté la course en 2014 et a terminé troisième en 2015. Il est l'un des principaux favoris pour la victoire finale,. Un autre favori est l'Italien Vincenzo Nibali (Astana), vainqueur de la course en 2010. Il participe à la course avec l'intention de remporter l'épreuve,,. D'autres coureurs appartenant à une WorldTeam et qui ont une chance de victoire sont présents avec notamment le Français Jean-Christophe Péraud (AG2R La Mondiale), le Colombien Miguel Ángel López (Astana), l'Américain Andrew Talansky (Cannondale), l'Espagnol Daniel Moreno (Movistar) et le Polonais Rafał Majka (Tinkoff),. 
Le principal favori appartenant à une équipe d'Amérique du Sud est le tenant du titre, l'Argentin Daniel Díaz (Delko-Marseille Provence-KTM). Ce dernier a remporté l'édition 2015 et l'édition 2013. Il a changé d'équipe cette année pour rejoindre une équipe continentale professionnelle. Les autres coureurs sud-américains, avec une chance de victoire, sont le Colombien Rodolfo Torres (Androni Giocattoli-Sidermec), deuxième en 2015 et l'Argentin Eduardo Sepúlveda (Fortuneo-Vital Concept),.
Plusieurs autres coureurs sont engagés sur la course pour viser les victoires d'étapes. On y retrouve notamment des sprinteurs avec le Slovaque, champion du monde sur route, Peter Sagan (Tinkoff), qui est à la recherche de sa première victoire avec le maillot arc-en-ciel, Le Colombien Fernando Gaviria (Etixx-Quick Step), double vainqueur sur l'édition 2015, et l'Italien Elia Viviani (Équipe nationale d'Italie).

## Étapes
| Étape     | Date     | Villes étapes                   | type                         | Distance (km) | Vainqueur d'étape  | Leader du classement général |
| --------- | -------- | ------------------------------- | ---------------------------- | ------------- | ------------------ | ---------------------------- |
| 1re étape | 18 janv. | El Durazno – El Durazno         | contre-la-montre par équipes | 21            | Etixx-Quick Step   | Maximiliano Richeze          |
| 2e étape  | 19 janv. | San Luis – villa Mercedes       | étape de plaine              | 181,9         | Fernando Gaviria   | Fernando Gaviria             |
| 3e étape  | 20 janv. | Potrero de los Funes – La Punta | étape vallonnée              | 131           | Peter Koning       | Peter Koning                 |
| 4e étape  | 21 janv. | San Luis – Cerro El Amago       | étape de montagne            | 140           | Eduardo Sepúlveda  | Eduardo Sepúlveda            |
| 5e étape  | 22 janv. | Renca – Juana Koslay            | étape vallonnée              | 168,7         | Nicolás Tivani     | Eduardo Sepúlveda            |
| 6e étape  | 23 janv. | La Toma – Merlo                 | étape de montagne            | 159,5         | Miguel Ángel López | Dayer Quintana               |
| 7e étape  | 24 janv. | San Luis – San Luis             | étape de plaine              | 119,6         | Jakub Mareczko     | Dayer Quintana               |

## Déroulement de la course

### 1reétape
| Classement de l'étape | Classement de l'étape        | Classement de l'étape | Classement de l'étape |
|                       | Équipe                       | Pays                  | Temps                 |
| --------------------- | ---------------------------- | --------------------- | --------------------- |
| 1re                   | Etixx-Quick Step             | Belgique              | en 23 min 53 s        |
| 2e                    | Movistar                     | Espagne               | + 8 s                 |
| 3e                    | Astana                       | Kazakhstan            | + 17 s                |
| 4e                    | Tinkoff                      | Russie                | + 23 s                |
| 5e                    | UnitedHealthcare             | États-Unis            | + 54 s                |
| 6e                    | AG2R La Mondiale             | France                | + 56 s                |
| 7e                    | Delko-Marseille Provence-KTM | France                | + 58 s                |
| 8e                    | Androni Giocattoli-Sidermec  | Italie                | + 59 s                |
| 9e                    | Cannondale                   | États-Unis            | + 59 s                |
| 10e                   | Drapac                       | Australie             | + 1 min 0 s           |
| modifier              |                              |                       |                       |

| Classement général | Classement général  | Classement général | Classement général | Classement général |
|                    | Coureur             | Pays               | Équipe             | Temps              |
| ------------------ | ------------------- | ------------------ | ------------------ | ------------------ |
| 1er                | Maximiliano Richeze | Argentine          | Etixx-Quick Step   | en 23 min 53 s     |
| 2e                 | Rodrigo Contreras   | Colombie           | Etixx-Quick Step   | + 0 s              |
| 3e                 | Łukasz Wiśniowski   | Pologne            | Etixx-Quick Step   | + 0 s              |
| 4e                 | Fabio Sabatini      | Italie             | Etixx-Quick Step   | + 0 s              |
| 5e                 | Fernando Gaviria    | Colombie           | Etixx-Quick Step   | + 0 s              |
| 6e                 | Marc Soler          | Espagne            | Movistar           | + 8 s              |
| 7e                 | Nairo Quintana      | Colombie           | Movistar           | + 8 s              |
| 8e                 | Adriano Malori      | Italie             | Movistar           | + 8 s              |
| 9e                 | Daniel Moreno       | Espagne            | Movistar           | + 8 s              |
| 10e                | Dayer Quintana      | Colombie           | Movistar           | + 8 s              |
| modifier           |                     |                    |                    |                    |

### 2eétape
| Classement de l'étape | Classement de l'étape | Classement de l'étape | Classement de l'étape       | Classement de l'étape |
|                       | Coureur               | Pays                  | Équipe                      | Temps                 |
| --------------------- | --------------------- | --------------------- | --------------------------- | --------------------- |
| 1er                   | Fernando Gaviria      | Colombie              | Etixx-Quick Step            | en 4 h 23 min 54 s    |
| 2e                    | Peter Sagan           | Slovaquie             | Tinkoff                     | m.t                   |
| 3e                    | Elia Viviani          | Italie                | Équipe nationale d'Italie   | m.t                   |
| 4e                    | Eduard-Michael Grosu  | Roumanie              | Nippo-Vini Fantini          | m.t                   |
| 5e                    | Lucas Sebastián Haedo | Argentine             | Jamis                       | m.t                   |
| 6e                    | Mauro Abel Richeze    | Argentine             | San Luis Somos Todos        | m.t                   |
| 7e                    | Francesco Chicchi     | Italie                | Androni Giocattoli-Sidermec | m.t                   |
| 8e                    | Jason Lowndes         | Australie             | Drapac                      | m.t                   |
| 9e                    | Jakub Mareczko        | Italie                | Équipe nationale d'Italie   | m.t                   |
| 10e                   | Marco Canola          | Italie                | UnitedHealthcare            | m.t                   |
| modifier              |                       |                       |                             |                       |

| Classement général | Classement général  | Classement général | Classement général | Classement général |
|                    | Coureur             | Pays               | Équipe             | Temps              |
| ------------------ | ------------------- | ------------------ | ------------------ | ------------------ |
| 1er                | Fernando Gaviria    | Colombie           | Etixx-Quick Step   | en 4 h 47 min 37 s |
| 2e                 | Maximiliano Richeze | Argentine          | Etixx-Quick Step   | + 10 s             |
| 3e                 | Rodrigo Contreras   | Colombie           | Etixx-Quick Step   | + 10 s             |
| 4e                 | Łukasz Wiśniowski   | Pologne            | Etixx-Quick Step   | + 10 s             |
| 5e                 | Dayer Quintana      | Colombie           | Movistar           | + 18 s             |
| 6e                 | Adriano Malori      | Italie             | Movistar           | + 18 s             |
| 7e                 | Nairo Quintana      | Colombie           | Movistar           | + 18 s             |
| 8e                 | Marc Soler          | Espagne            | Movistar           | + 18 s             |
| 9e                 | Daniel Moreno       | Espagne            | Movistar           | + 18 s             |
| 10e                | Peter Sagan         | Slovaquie          | Tinkoff            | + 27 s             |
| modifier           |                     |                    |                    |                    |

### 3eétape
| Classement de l'étape | Classement de l'étape | Classement de l'étape | Classement de l'étape                 | Classement de l'étape |
|                       | Coureur               | Pays                  | Équipe                                | Temps                 |
| --------------------- | --------------------- | --------------------- | ------------------------------------- | --------------------- |
| 1er                   | Peter Koning          | Pays-Bas              | Drapac                                | en 3 h 8 min 41 s     |
| 2e                    | Fernando Gaviria      | Colombie              | Etixx-Quick Step                      | + 1 min 37 s          |
| 3e                    | Travis McCabe         | États-Unis            | Holowesko-Citadel-Hincapie Sportswear | + 1 min 37 s          |
| 4e                    | Peter Sagan           | Slovaquie             | Tinkoff                               | + 1 min 37 s          |
| 5e                    | Mauro Abel Richeze    | Argentine             | San Luis Somos Todos                  | + 1 min 37 s          |
| 6e                    | Alexis Vuillermoz     | France                | AG2R La Mondiale                      | + 1 min 37 s          |
| 7e                    | Julien Loubet         | France                | Fortuneo-Vital Concept                | + 1 min 37 s          |
| 8e                    | Daniel Moreno         | Espagne               | Movistar                              | + 1 min 37 s          |
| 9e                    | Dayer Quintana        | Colombie              | Movistar                              | + 1 min 37 s          |
| 10e                   | Miguel Ángel López    | Colombie              | Astana                                | + 1 min 37 s          |
| modifier              |                       |                       |                                       |                       |

| Classement général | Classement général  | Classement général | Classement général | Classement général |
|                    | Coureur             | Pays               | Équipe             | Temps              |
| ------------------ | ------------------- | ------------------ | ------------------ | ------------------ |
| 1er                | Peter Koning        | Pays-Bas           | Drapac             | en 7 h 57 min 43 s |
| 2e                 | Fernando Gaviria    | Colombie           | Etixx-Quick Step   | + 6 s              |
| 3e                 | Maximiliano Richeze | Argentine          | Etixx-Quick Step   | + 22 s             |
| 4e                 | Rodrigo Contreras   | Colombie           | Etixx-Quick Step   | + 22 s             |
| 5e                 | Dayer Quintana      | Colombie           | Movistar           | + 30 s             |
| 6e                 | Nairo Quintana      | Colombie           | Movistar           | + 30 s             |
| 7e                 | Daniel Moreno       | Espagne            | Movistar           | + 30 s             |
| 8e                 | Peter Sagan         | Slovaquie          | Tinkoff            | + 39 s             |
| 9e                 | Miguel Ángel López  | Colombie           | Astana             | + 39 s             |
| 10e                | Vincenzo Nibali     | Italie             | Astana             | + 39 s             |
| modifier           |                     |                    |                    |                    |

### 4eétape
| Classement de l'étape | Classement de l'étape | Classement de l'étape | Classement de l'étape          | Classement de l'étape |
|                       | Coureur               | Pays                  | Équipe                         | Temps                 |
| --------------------- | --------------------- | --------------------- | ------------------------------ | --------------------- |
| 1er                   | Eduardo Sepúlveda     | Argentine             | Fortuneo-Vital Concept         | en 4 h 0 min 35 s     |
| 2e                    | Janier Acevedo        | Colombie              | Jamis                          | + 54 s                |
| 3e                    | Román Villalobos      | Costa Rica            | Équipe nationale du Costa Rica | + 1 min 31 s          |
| 4e                    | Dayer Quintana        | Colombie              | Movistar                       | + 1 min 31 s          |
| 5e                    | Ilia Koshevoy         | Biélorussie           | Lampre-Merida                  | + 1 min 43 s          |
| 6e                    | Miguel Ángel López    | Colombie              | Astana                         | + 2 min 10 s          |
| 7e                    | Rafał Majka           | Pologne               | Tinkoff                        | + 2 min 10 s          |
| 8e                    | Nairo Quintana        | Colombie              | Movistar                       | + 2 min 10 s          |
| 9e                    | Jonathan Millán       | Colombie              | Strongman-Campagnolo-Wilier    | + 2 min 12 s          |
| 10e                   | Anderson Maldonado    | Uruguay               | Équipe nationale d'Uruguay     | + 2 min 14 s          |
| modifier              |                       |                       |                                |                       |

| Classement général | Classement général | Classement général | Classement général             | Classement général |
|                    | Coureur            | Pays               | Équipe                         | Temps              |
| ------------------ | ------------------ | ------------------ | ------------------------------ | ------------------ |
| 1er                | Eduardo Sepúlveda  | Argentine          | Fortuneo-Vital Concept         | en 12 h 0 min 16 s |
| 2e                 | Dayer Quintana     | Colombie           | Movistar                       | + 3 s              |
| 3e                 | Rodrigo Contreras  | Colombie           | Etixx-Quick Step               | + 38 s             |
| 4e                 | Nairo Quintana     | Colombie           | Movistar                       | + 42 s             |
| 5e                 | Miguel Ángel López | Colombie           | Astana                         | + 51 s             |
| 6e                 | Daniel Moreno      | Espagne            | Movistar                       | + 56 s             |
| 7e                 | Román Villalobos   | Costa Rica         | Équipe nationale du Costa Rica | + 1 min 6 s        |
| 8e                 | Janier Acevedo     | Colombie           | Jamis                          | + 1 min 9 s        |
| 9e                 | Ilia Koshevoy      | Biélorussie        | Lampre-Merida                  | + 1 min 22 s       |
| 10e                | Rafał Majka        | Pologne            | Tinkoff                        | + 1 min 36 s       |
| modifier           |                    |                    |                                |                    |

### 5eétape
| Classement de l'étape | Classement de l'étape | Classement de l'étape | Classement de l'étape                       | Classement de l'étape |
|                       | Coureur               | Pays                  | Équipe                                      | Temps                 |
| --------------------- | --------------------- | --------------------- | ------------------------------------------- | --------------------- |
| 1er                   | Nicolás Tivani        | Argentine             | Équipe nationale d'Argentine                | en 3 h 37 min 39 s    |
| 2e                    | Daniel Díaz           | Argentine             | Delko-Marseille Provence-KTM                | + 0 s                 |
| 3e                    | Emiliano Ibarra       | Argentine             | Sindicato de Empleados Públicos de San Juan | + 0 s                 |
| 4e                    | Elia Viviani          | Italie                | Équipe nationale d'Italie                   | + 1 min 34 s          |
| 5e                    | Lucas Sebastián Haedo | Argentine             | Jamis                                       | + 1 min 34 s          |
| 6e                    | Eduard-Michael Grosu  | Roumanie              | Nippo-Vini Fantini                          | + 1 min 34 s          |
| 7e                    | Davide Cimolai        | Italie                | Lampre-Merida                               | + 1 min 34 s          |
| 8e                    | Yannick Martinez      | France                | Delko-Marseille Provence-KTM                | + 1 min 34 s          |
| 9e                    | Marco Canola          | Italie                | UnitedHealthCare                            | + 1 min 34 s          |
| 10e                   | Grega Bole            | Slovénie              | Nippo-Vini Fantini                          | + 1 min 34 s          |
| modifier              |                       |                       |                                             |                       |

| Classement général | Classement général | Classement général | Classement général             | Classement général  |
|                    | Coureur            | Pays               | Équipe                         | Temps               |
| ------------------ | ------------------ | ------------------ | ------------------------------ | ------------------- |
| 1er                | Eduardo Sepúlveda  | Argentine          | Fortuneo-Vital Concept         | en 15 h 39 min 29 s |
| 2e                 | Dayer Quintana     | Colombie           | Movistar                       | + 3 s               |
| 3e                 | Rodrigo Contreras  | Colombie           | Etixx-Quick Step               | + 38 s              |
| 4e                 | Nairo Quintana     | Colombie           | Movistar                       | + 42 s              |
| 5e                 | Miguel Ángel López | Colombie           | Astana                         | + 51 s              |
| 6e                 | Román Villalobos   | Costa Rica         | Équipe nationale du Costa Rica | + 1 min 6 s         |
| 7e                 | Janier Acevedo     | Colombie           | Jamis                          | + 1 min 9 s         |
| 8e                 | Ilia Koshevoy      | Biélorussie        | Lampre-Merida                  | + 1 min 22 s        |
| 9e                 | Rafał Majka        | Pologne            | Tinkoff                        | + 1 min 36 s        |
| 10e                | André Cardoso      | Portugal           | Cannondale                     | + 1 min 37 s        |
| modifier           |                    |                    |                                |                     |

### 6eétape
| Classement de l'étape | Classement de l'étape | Classement de l'étape | Classement de l'étape          | Classement de l'étape |
|                       | Coureur               | Pays                  | Équipe                         | Temps                 |
| --------------------- | --------------------- | --------------------- | ------------------------------ | --------------------- |
| 1er                   | Miguel Ángel López    | Colombie              | Astana                         | en 4 h 35 min 49 s    |
| 2e                    | Nairo Quintana        | Colombie              | Movistar                       | + 2 s                 |
| 3e                    | Dayer Quintana        | Colombie              | Movistar                       | + 4 s                 |
| 4e                    | Ilia Koshevoy         | Biélorussie           | Lampre-Merida                  | + 23 s                |
| 5e                    | Eduardo Sepúlveda     | Argentine             | Fortuneo-Vital Concept         | + 23 s                |
| 6e                    | Rodolfo Torres        | Colombie              | Androni Giocattoli-Sidermec    | + 41 s                |
| 7e                    | Rafał Majka           | Pologne               | Tinkoff                        | + 58 s                |
| 8e                    | Vincenzo Nibali       | Italie                | Astana                         | + 58 s                |
| 9e                    | Román Villalobos      | Costa Rica            | Équipe nationale du Costa Rica | + 1 min 38 s          |
| 10e                   | Janier Acevedo        | Colombie              | Jamis                          | + 1 min 38 s          |
| modifier              |                       |                       |                                |                       |

| Classement général | Classement général | Classement général | Classement général             | Classement général  |
|                    | Coureur            | Pays               | Équipe                         | Temps               |
| ------------------ | ------------------ | ------------------ | ------------------------------ | ------------------- |
| 1er                | Dayer Quintana     | Colombie           | Movistar                       | en 20 h 15 min 21 s |
| 2e                 | Eduardo Sepúlveda  | Argentine          | Fortuneo-Vital Concept         | + 20 s              |
| 3e                 | Nairo Quintana     | Colombie           | Movistar                       | + 35 s              |
| 4e                 | Miguel Ángel López | Colombie           | Astana                         | + 38 s              |
| 5e                 | Ilia Koshevoy      | Biélorussie        | Lampre-Merida                  | + 1 min 42 s        |
| 6e                 | Rodolfo Torres     | Colombie           | Androni Giocattoli-Sidermec    | + 2 min 15 s        |
| 7e                 | Rafał Majka        | Pologne            | Tinkoff                        | + 2 min 31 s        |
| 8e                 | Román Villalobos   | Costa Rica         | Équipe nationale du Costa Rica | + 2 min 41 s        |
| 9e                 | Janier Acevedo     | Colombie           | Jamis                          | + 2 min 44 s        |
| 10e                | André Cardoso      | Portugal           | Cannondale                     | + 3 min 31 s        |
| modifier           |                    |                    |                                |                     |

### 7eétape
| Classement de l'étape | Classement de l'étape | Classement de l'étape | Classement de l'étape       | Classement de l'étape |
|                       | Coureur               | Pays                  | Équipe                      | Temps                 |
| --------------------- | --------------------- | --------------------- | --------------------------- | --------------------- |
| 1er                   | Jakub Mareczko        | Italie                | Équipe nationale d'Italie   | en 2 h 36 min 51 s    |
| 2e                    | Elia Viviani          | Italie                | Équipe nationale d'Italie   | m.t                   |
| 3e                    | Jason Lowndes         | Australie             | Drapac                      | m.t                   |
| 4e                    | Peter Sagan           | Slovaquie             | Tinkoff                     | m.t                   |
| 5e                    | Maximiliano Richeze   | Argentine             | Etixx-Quick Step            | m.t                   |
| 6e                    | Mauro Abel Richeze    | Argentine             | San Luis Somos Todos        | m.t                   |
| 7e                    | Grega Bole            | Slovénie              | Nippo-Vini Fantini          | m.t                   |
| 8e                    | Carlos Alzate         | Colombie              | UnitedHealthcare            | m.t                   |
| 9e                    | Francesco Chicchi     | Italie                | Androni Giocattoli-Sidermec | m.t                   |
| 10e                   | Julián Gaday          | Argentine             | Los Matanceros              | m.t                   |
| modifier              |                       |                       |                             |                       |

## Classements finals

### Classement général final
| Classement général final | Classement général final | Classement général final | Classement général final       | Classement général final |
|                          | Coureur                  | Pays                     | Équipe                         | Temps                    |
| ------------------------ | ------------------------ | ------------------------ | ------------------------------ | ------------------------ |
| 1er                      | Dayer Quintana           | Colombie                 | Movistar                       | en 22 h 52 min 12 s      |
| 2e                       | Eduardo Sepúlveda        | Argentine                | Fortuneo-Vital Concept         | + 20 s                   |
| 3e                       | Nairo Quintana           | Colombie                 | Movistar                       | + 35 s                   |
| 4e                       | Miguel Ángel López       | Colombie                 | Astana                         | + 38 s                   |
| 5e                       | Ilia Koshevoy            | Biélorussie              | Lampre-Merida                  | + 1 min 42 s             |
| 6e                       | Rodolfo Torres           | Colombie                 | Androni Giocattoli-Sidermec    | + 2 min 15 s             |
| 7e                       | Rafał Majka              | Pologne                  | Tinkoff                        | + 2 min 31 s             |
| 8e                       | Janier Acevedo           | Colombie                 | Jamis                          | + 2 min 44 s             |
| 9e                       | Román Villalobos         | Costa Rica               | Équipe nationale du Costa Rica | + 2 min 59 s             |
| 10e                      | André Cardoso            | Portugal                 | Cannondale                     | + 3 min 31 s             |
| modifier                 |                          |                          |                                |                          |

### Classements annexes
| Classement de la montagne | Classement de la montagne | Classement de la montagne | Classement de la montagne      | Classement de la montagne |
| ------------------------- | ------------------------- | ------------------------- | ------------------------------ | ------------------------- |
|                           | Coureur                   | Pays                      | Équipe                         | Point(s)                  |
| 1er                       | Eduardo Sepúlveda         | Argentine                 | Fortuneo-Vital Concept         | 15 points                 |
| 2e                        | Román Villalobos          | Costa Rica                | Équipe nationale du Costa Rica | 15 pts                    |
| 3e                        | Janier Acevedo            | Colombie                  | Jamis                          | 14 pts                    |
| modifier                  |                           |                           |                                |                           |

| Classement des sprints | Classement des sprints | Classement des sprints | Classement des sprints       | Classement des sprints |
| ---------------------- | ---------------------- | ---------------------- | ---------------------------- | ---------------------- |
|                        | Coureur                | Pays                   | Équipe                       | Point(s)               |
| 1er                    | Emanuel Guevara        | Argentine              | San Luis Somos Todos         | 13 points              |
| 2e                     | Juan Ignacio Curuchet  | Argentine              | Équipe nationale d'Argentine | 10 pts                 |
| 3e                     | Nicolás Tivani         | Argentine              | Équipe nationale d'Argentine | 6 pts                  |
| modifier               |                        |                        |                              |                        |

| Classement du meilleur jeune | Classement du meilleur jeune | Classement du meilleur jeune | Classement du meilleur jeune | Classement du meilleur jeune |
|                              | Coureur                      | Pays                         | Équipe                       | Temps                        |
| ---------------------------- | ---------------------------- | ---------------------------- | ---------------------------- | ---------------------------- |
| 1er                          | Miguel Ángel López           | Colombie                     | Astana                       | en 22 h 52 min 50 s          |
| 2e                           | Anderson Maldonado           | Uruguay                      | Équipe nationale d'Uruguay   | + 9 min 2 s                  |
| 3e                           | Giuliano Mini                | Argentine                    | San Luis Somos Todos         | + 10 min 32 s                |
| modifier                     |                              |                              |                              |                              |

| Classement par équipes | Classement par équipes         | Classement par équipes | Classement par équipes |
|                        | Équipe                         | Pays                   | Temps                  |
| ---------------------- | ------------------------------ | ---------------------- | ---------------------- |
| 1re                    | Movistar                       | Espagne                | en 68 h 41 min 13 s    |
| 2e                     | Équipe nationale du Costa Rica | Costa Rica             | + 10 min 23 s          |
| 3e                     | Strongman-Campagnolo-Wilier    | Colombie               | + 12 min 50 s          |
| modifier               |                                |                        |                        |

### UCI America Tour
Ce Tour de San Luis attribue des points pour l'UCI America Tour 2016, y compris aux coureurs faisant partie d'une équipe ayant un label WorldTeam. De plus la course donne le même nombre de points individuellement à tous les coureurs pour le Classement mondial UCI 2016.
| Position           | 1er | 2e | 3e | 4e | 5e | 6e | 7e | 8e | 9e | 10e | 11e | 12e | 13e à 15e | 16e à 25e |
| Classement général | 125 | 85 | 70 | 60 | 50 | 40 | 35 | 30 | 25 | 20  | 15  | 10  | 5         | 3         |
| Par étape          | 14  | 5  | 3  |    |    |    |    |    |    |     |     |     |           |           |
| Leader, par étape  | 3   |    |    |    |    |    |    |    |    |     |     |     |           |           |

| Cycliste            | Équipe                                      | Général | Étape | Leader | Total  |
| ------------------- | ------------------------------------------- | ------- | ----- | ------ | ------ |
| Dayer Quintana      | Movistar                                    | 125     | 4,25  | 3      | 130,25 |
| Eduardo Sepúlveda   | Fortuneo-Vital Concept                      | 85      | 14    | 6      | 105    |
| Nairo Quintana      | Movistar                                    | 70      | 6,25  | -      | 76,25  |
| Miguel Ángel López  | Astana                                      | 60      | 14,75 | -      | 74,75  |
| Ilia Koshevoy       | Lampre-Merida                               | 50      | -     | -      | 50     |
| Rodolfo Torres      | Androni Giocattoli-Sidermec                 | 40      | -     | -      | 40     |
| Janier Acevedo      | Jamis                                       | 30      | 5     | -      | 35     |
| Rafał Majka         | Tinkoff                                     | 35      | -     | -      | 35     |
| Román Villalobos    | Équipe nationale du Costa Rica              | 25      | 3     | -      | 28     |
| Fernando Gaviria    | Etixx-Quick Step                            | -       | 22,5  | 3      | 25,5   |
| André Cardoso       | Cannondale                                  | 20      | -     | -      | 20     |
| Peter Koning        | Drapac                                      | -       | 14    | 3      | 17     |
| Jonathan Millán     | Strongman-Campagnolo-Wilier                 | 15      | -     | -      | 15     |
| Jakub Mareczko      | Équipe nationale d'Italie                   | -       | 14    | -      | 14     |
| Nicolás Tivani      | Équipe nationale d'Argentine                | -       | 14    | -      | 14     |
| Alexis Vuillermoz   | AG2R La Mondiale                            | 10      | -     | -      | 10     |
| Elia Viviani        | Équipe nationale d'Italie                   | -       | 8     | -      | 8      |
| Maximiliano Richeze | Etixx-Quick Step                            | -       | 3,5   | 3      | 6,5    |
| Vincenzo Nibali     | Astana                                      | 5       | 0,75  | -      | 5,75   |
| Steven Calderón     | Strongman-Campagnolo-Wilier                 | 5       | -     | -      | 5      |
| Daniel Díaz         | Delko-Marseille Provence-KTM                | -       | 5     | -      | 5      |
| Peter Sagan         | Tinkoff                                     | -       | 5     | -      | 5      |
| Robbie Squire       | Holowesko-Citadel-Hincapie Sportswear       | 5       | -     | -      | 5      |
| Rodrigo Contreras   | Etixx-Quick Step                            | -       | 3,5   | -      | 3,5    |
| Fabio Sabatini      | Etixx-Quick Step                            | -       | 3,5   | -      | 3,5    |
| Łukasz Wiśniowski   | Etixx-Quick Step                            | -       | 3,5   | -      | 3,5    |
| Miguel Luis Álvarez | Équipe nationale du Mexique                 | 3       | -     | -      | 3      |
| Flavio de Luna      | Équipe nationale du Mexique                 | 3       | -     | -      | 3      |
| Eder Frayre         | Équipe nationale du Mexique                 | 3       | -     | -      | 3      |
| Delio Fernández     | Delko-Marseille Provence-KTM                | 3       | -     | -      | 3      |
| Josué González      | Équipe nationale du Costa Rica              | 3       | -     | -      | 3      |
| Emiliano Ibarra     | Sindicato de Empleados Públicos de San Juan | -       | 3     | -      | 3      |
| Jason Lowndes       | Drapac                                      | -       | 3     | -      | 3      |
| Anderson Maldonado  | Équipe nationale d'Uruguay                  | 3       | -     | -      | 3      |
| Travis McCabe       | Holowesko-Citadel-Hincapie Sportswear       | -       | 3     | -      | 3      |
| Ignacio Pérez       | Sindicato de Empleados Públicos de San Juan | 3       | -     | -      | 3      |
| Jan Polanc          | Lampre-Merida                               | 3       | -     | -      | 3      |
| Paweł Poljański     | Tinkoff                                     | 3       | -     | -      | 3      |
| Óscar Sánchez       | Strongman-Campagnolo-Wilier                 | 3       | -     | -      | 3      |
| Adriano Malori      | Movistar                                    | -       | 1,25  | -      | 1,25   |
| Daniel Moreno       | Movistar                                    | -       | 1,25  | -      | 1,25   |
| Marc Soler          | Movistar                                    | -       | 1,25  | -      | 1,25   |
| Valerio Agnoli      | Astana                                      | -       | 0,75  | -      | 0,75   |
| Michele Scarponi    | Astana                                      | -       | 0,75  | -      | 0,75   |

## Évolution des classements
| Étape              | Vainqueur          | Classement général  | Classement de la montagne | Classement des sprints | Classement du meilleur jeune | Classement par équipes |
| ------------------ | ------------------ | ------------------- | ------------------------- | ---------------------- | ---------------------------- | ---------------------- |
| 1                  | Etixx-Quick Step   | Maximiliano Richeze | Non décerné               | Non décerné            | Rodrigo Contreras            | Etixx-Quick Step       |
| 2                  | Fernando Gaviria   | Fernando Gaviria    | Ariel Sivori              | Juan Ignacio Curuchet  | Fernando Gaviria             | Etixx-Quick Step       |
| 3                  | Peter Koning       | Peter Koning        | Peter Koning              | Emanuel Guevara        | Fernando Gaviria             | Etixx-Quick Step       |
| 4                  | Eduardo Sepúlveda  | Eduardo Sepúlveda   | Eduardo Sepúlveda         | Emanuel Guevara        | Rodrigo Contreras            | Movistar               |
| 5                  | Nicolás Tivani     | Eduardo Sepúlveda   | Eduardo Sepúlveda         | Emanuel Guevara        | Rodrigo Contreras            | Movistar               |
| 6                  | Miguel Ángel López | Dayer Quintana      | Román Villalobos          | Emanuel Guevara        | Miguel Ángel López           | Movistar               |
| 7                  | Jakub Mareczko     | Dayer Quintana      | Eduardo Sepúlveda         | Emanuel Guevara        | Miguel Ángel López           | Movistar               |
| Classements finals | Classements finals | Dayer Quintana      | Eduardo Sepúlveda         | Emanuel Guevara        | Miguel Ángel López           | Movistar               |

## Liste des participants
- Liste de départ complète

| Légende                          | Légende                                                                                                  | Légende                                | Légende                                                                                         |
| -------------------------------- | --- | -------------------------------------- | ----------------------------------------------------------------------------------------------- |
| Num                              | Dossard de départ porté par le coureur sur ce Tour de San Luis                                           | Pos                                    | Position finale au classement général                                                           |
| Leader du classement général     | Indique le vainqueur du classement général                                                               | Leader du classement de la montagne    | Indique le vainqueur du classement de la montagne                                               |
| Leader du classement des sprints | Indique le vainqueur du classement des sprints                                                           | Leader du classement du meilleur jeune | Indique le vainqueur du classement du meilleur jeune                                            |
|                                  | Indique un maillot de champion national ou mondial, suivi de sa spécialité                               | #                                      | Indique la meilleure équipe                                                                     |
| NP                               | Indique un coureur qui n'a pas pris le départ d'une étape, suivi du numéro de l'étape où il s'est retiré | AB                                     | Indique un coureur qui n'a pas terminé une étape, suivi du numéro de l'étape où il s'est retiré |
| HD                               | Indique un coureur qui a terminé une étape hors des délais, suivi du numéro de l'étape                   | DSQ                                    | Indique un coureur qui a été disqualifié de la course, suivi du numéro de l'étape               |
| *                                | Indique un coureur en lice pour le classement du meilleur jeune (coureurs nés après le 1er janvier 1994) |                                        |                                                                                                 |

| Delko-Marseille Provence-KTM DMP        | Delko-Marseille Provence-KTM DMP | Delko-Marseille Provence-KTM DMP |
| --------------------------------------- | -------------------------------- | -------------------------------- |
| Num                                     | Coureur                          | Pos                              |
| 1                                       | Daniel Díaz (ARG)                | 40e                              |
| 2                                       | Mikel Aristi (ESP)               | 122e                             |
| 3                                       | Yannick Martinez (FRA)           | 65e                              |
| 4                                       | Delio Fernández (ESP)            | 18e                              |
| 5                                       | Rémy Di Grégorio (FRA)           | 34e                              |
| 6                                       | Leonardo Duque (COL)             | 64e                              |
| Directeur sportif : Freddy Lecarpentier |                                  |                                  |

| San Luis Somos Todos SLT          | San Luis Somos Todos SLT | San Luis Somos Todos SLT |
| --------------------------------- | ------------------------ | ------------------------ |
| Num                               | Coureur                  | Pos                      |
| 11                                | Alfredo Lucero (ARG)     | 37e                      |
| 12                                | Josué Moyano (ARG)       | 35e                      |
| 13                                | Sergio Godoy (ARG)       | 57e                      |
| 14                                | Mauro Abel Richeze (ARG) | 107e                     |
| 15                                | Emanuel Guevara (ARG)    | 91e                      |
| 16                                | Giuliano Mini (ARG)*     | 28e                      |
| Directeur sportif : Ramón Sánchez |                          |                          |

| Movistar # MOV                          | Movistar # MOV             | Movistar # MOV |
| --------------------------------------- | -------------------------- | -------------- |
| Num                                     | Coureur                    | Pos            |
| 21                                      | Adriano Malori (ITA) (Clm) | AB-5           |
| 22                                      | Daniel Moreno (ESP)        | 32e            |
| 23                                      | Dayer Quintana (COL)       | 1er            |
| 24                                      | Nairo Quintana (COL)       | 3e             |
| 25                                      | Francisco Ventoso (ESP)    | 108e           |
| 26                                      | Marc Soler (ESP)           | 83e            |
| Directeur sportif : José Luis Jaimerena |                            |                |

| Etixx-Quick Step EQS               | Etixx-Quick Step EQS      | Etixx-Quick Step EQS |
| ---------------------------------- | ------------------------- | -------------------- |
| Num                                | Coureur                   | Pos                  |
| 31                                 | Rodrigo Contreras (COL)*  | NP-6                 |
| 32                                 | Fernando Gaviria (COL)*   | NP-6                 |
| 33                                 | Maximiliano Richeze (ARG) | 112e                 |
| 34                                 | Fabio Sabatini (ITA)      | 84e                  |
| 35                                 | Stijn Vandenbergh (BEL)   | 92e                  |
| 36                                 | Łukasz Wiśniowski (POL)   | 104e                 |
| Directeur sportif : Davide Bramati |                           |                      |

| Cannondale CPT                       | Cannondale CPT              | Cannondale CPT |
| ------------------------------------ | --------------------------- | -------------- |
| Num                                  | Coureur                     | Pos            |
| 41                                   | Nathan Brown (USA)          | 59e            |
| 42                                   | Lawson Craddock (USA)       | 95e            |
| 43                                   | Phillip Gaimon (USA)        | 143e           |
| 44                                   | Alex Howes (USA)            | 114e           |
| 45                                   | André Cardoso (POR)         | 10e            |
| 46                                   | Andrew Talansky (USA) (Clm) | NP-7           |
| Directeur sportif : Bingen Fernández |                             |                |

| Équipe nationale d'Argentine ARG   | Équipe nationale d'Argentine ARG | Équipe nationale d'Argentine ARG |
| ---------------------------------- | -------------------------------- | -------------------------------- |
| Num                                | Coureur                          | Pos                              |
| 51                                 | Alejandro Durán (ARG)            | 41e                              |
| 52                                 | Lucas Gaday (ARG)                | 132e                             |
| 53                                 | Juan Ignacio Curuchet (ARG)      | 146e                             |
| 54                                 | Nicolás Navarro (ARG)*           | 96e                              |
| 55                                 | Rubén Ramos (ARG)                | 48e                              |
| 56                                 | Nicolás Tivani (ARG)*            | 86e                              |
| Directeur sportif : Omar Contreras |                                  |                                  |

| Androni Giocattoli-Sidermec AND     | Androni Giocattoli-Sidermec AND   | Androni Giocattoli-Sidermec AND |
| ----------------------------------- | --------------------------------- | ------------------------------- |
| Num                                 | Coureur                           | Pos                             |
| 61                                  | Francesco Chicchi (ITA)           | 136e                            |
| 62                                  | Marco Frapporti (ITA)             | 76e                             |
| 63                                  | Daniele Ratto (ITA)               | 117e                            |
| 64                                  | Davide Viganò (ITA)               | 102e                            |
| 65                                  | Rodolfo Torres (COL)              | 6e                              |
| 66                                  | Serghei Țvetcov (ROU) (Route/Clm) | 90e                             |
| Directeur sportif : Giovanni Ellena |                                   |                                 |

| UnitedHealthcare UHC            | UnitedHealthcare UHC         | UnitedHealthcare UHC |
| ------------------------------- | ---------------------------- | -------------------- |
| Num                             | Coureur                      | Pos                  |
| 71                              | Carlos Alzate (COL)          | 127e                 |
| 72                              | Janez Brajkovič (SLO)        | 66e                  |
| 73                              | Marco Canola (ITA)           | 89e                  |
| 74                              | Christopher Jones (USA)      | 130e                 |
| 75                              | Matthew Busche (USA) (Route) | 49e                  |
| 76                              | Daniel Jaramillo (COL)       | 31e                  |
| Directeur sportif : Rachel Heal |                              |                      |

| AG2R La Mondiale ALM              | AG2R La Mondiale ALM         | AG2R La Mondiale ALM |
| --------------------------------- | ---------------------------- | -------------------- |
| Num                               | Coureur                      | Pos                  |
| 81                                | Jean-Christophe Péraud (FRA) | 42e                  |
| 82                                | Alexis Vuillermoz (FRA)      | 12e                  |
| 83                                | François Bidard (FRA)        | 71e                  |
| 84                                | Maxime Daniel (FRA)          | 94e                  |
| 85                                | Axel Domont (FRA)            | 62e                  |
| 86                                | Quentin Jauregui (FRA)*      | 69e                  |
| Directeur sportif : Didier Jannel |                              |                      |

| Nippo-Vini Fantini NIP               | Nippo-Vini Fantini NIP     | Nippo-Vini Fantini NIP |
| ------------------------------------ | -------------------------- | ---------------------- |
| Num                                  | Coureur                    | Pos                    |
| 91                                   | Grega Bole (SLO)           | 27e                    |
| 92                                   | Antonio Nibali (ITA)       | 106e                   |
| 93                                   | Pierpaolo De Negri (ITA)   | 50e                    |
| 94                                   | Eduard-Michael Grosu (ROU) | 111e                   |
| 95                                   | Riccardo Stacchiotti (ITA) | 110e                   |
| 96                                   | Genki Yamamoto (JPN)       | 113e                   |
| Directeur sportif : Stefano Giuliani |                            |                        |

| Lampre-Merida LAM                 | Lampre-Merida LAM     | Lampre-Merida LAM |
| --------------------------------- | --------------------- | ----------------- |
| Num                               | Coureur               | Pos               |
| 101                               | Mattia Cattaneo (ITA) | 82e               |
| 102                               | Davide Cimolai (ITA)  | 125e              |
| 103                               | Roberto Ferrari (ITA) | 129e              |
| 104                               | Ilia Koshevoy (BLR)   | 5e                |
| 105                               | Matej Mohorič (SLO)*  | 53e               |
| 106                               | Jan Polanc (SLO)      | 23e               |
| Directeur sportif : Orlando Maini |                       |                   |

| Sindicato de Empleados Públicos de San Juan SEP | Sindicato de Empleados Públicos de San Juan SEP | Sindicato de Empleados Públicos de San Juan SEP |
| ----------------------------------------------- | ----------------------------------------------- | ----------------------------------------------- |
| Num                                             | Coureur                                         | Pos                                             |
| 111                                             | Emiliano Ibarra (ARG)                           | 60e                                             |
| 112                                             | Gastón Javier (ARG)                             | 26e                                             |
| 113                                             | Ignacio Pérez (ARG)                             | 17e                                             |
| 114                                             | Gonzalo Najar (ARG)                             | 87e                                             |
| 115                                             | Emiliano Contreras (ARG)*                       | AB-2                                            |
| 116                                             | Mauricio Muller (ARG)                           | 75e                                             |
| Directeur sportif : José Alberto Díaz           |                                                 |                                                 |

| Astana AST                          | Astana AST                    | Astana AST |
| ----------------------------------- | ----------------------------- | ---------- |
| Num                                 | Coureur                       | Pos        |
| 121                                 | Vincenzo Nibali (ITA) (Route) | 14e        |
| 122                                 | Michele Scarponi (ITA)        | 85e        |
| 123                                 | Eros Capecchi (ITA)           | 124e       |
| 124                                 | Valerio Agnoli (ITA)          | 128e       |
| 125                                 | Miguel Ángel López (COL)*     | 4e         |
| 126                                 | Bakhtiyar Kozhatayev (KAZ)    | 56e        |
| Directeur sportif : Alexandr Shefer |                               |            |

| Inteja-MMR Dominican DCT            | Inteja-MMR Dominican DCT | Inteja-MMR Dominican DCT |
| ----------------------------------- | ------------------------ | ------------------------ |
| Num                                 | Coureur                  | Pos                      |
| 131                                 | Diego Milán (DOM)        | 63e                      |
| 132                                 | Juan José Cueto (DOM)    | 144e                     |
| 133                                 | Joel García (DOM)        | 139e                     |
| 134                                 | Ignacio Sarabia (MEX)    | 97e                      |
| 135                                 | Israel Nuño (ESP)        | 70e                      |
| 136                                 | Fernando Grijalba (ESP)  | 52e                      |
| Directeur sportif : Armando Orduñez |                          |                          |

| Los Matanceros LMC    | Los Matanceros LMC     | Los Matanceros LMC |
| --------------------- | ---------------------- | ------------------ |
| Num                   | Coureur                | Pos                |
| 141                   | Ariel Sivori (ARG)     | NP-7               |
| 142                   | Walter Trillini (ARG)  | 30e                |
| 143                   | Julián Gaday (ARG)     | 134e               |
| 144                   | Sebastián Tolosa (ARG) | 141e               |
| 145                   | Guido Palma (ARG)      | AB-6               |
| 146                   | Claudio Arone (ARG)    | HD-1               |
| Directeur sportif : ? |                        |                    |

| Tinkoff TNK                        | Tinkoff TNK                     | Tinkoff TNK |
| ---------------------------------- | ------------------------------- | ----------- |
| Num                                | Coureur                         | Pos         |
| 151                                | Peter Sagan (SVK) (Route) (Clm) | 98e         |
| 152                                | Jesper Hansen (DEN)             | 68e         |
| 153                                | Rafał Majka (POL)               | 7e          |
| 154                                | Paweł Poljański (POL)           | 22e         |
| 155                                | Maciej Bodnar (POL)             | 131e        |
| 156                                | Nikolay Trusov (RUS)            | 121e        |
| Directeur sportif : Marino Amadori |                                 |             |

| Équipe nationale d'Italie ITA      | Équipe nationale d'Italie ITA | Équipe nationale d'Italie ITA |
| ---------------------------------- | ----------------------------- | ----------------------------- |
| Num                                | Coureur                       | Pos                           |
| 161                                | Filippo Pozzato (ITA)         | 72e                           |
| 162                                | Jakub Mareczko (ITA)*         | 138e                          |
| 163                                | Edoardo Affini (ITA)*         | 119e                          |
| 164                                | Elia Viviani (ITA)            | 120e                          |
| 165                                | Riccardo Minali (ITA)*        | 135e                          |
| 166                                | Edward Ravasi (ITA)*          | 55e                           |
| Directeur sportif : Marino Amadori |                               |                               |

| Équipe nationale du Brésil BRA            | Équipe nationale du Brésil BRA | Équipe nationale du Brésil BRA |
| ----------------------------------------- | ------------------------------ | ------------------------------ |
| Num                                       | Coureur                        | Pos                            |
| 171                                       | Caio Godoy (BRA)*              | 47e                            |
| 172                                       | André Gohr (BRA)*              | 99e                            |
| 173                                       | Lucas Motta (BRA)*             | 142e                           |
| 174                                       | Endrigo Da Rosa (BRA)*         | AB-6                           |
| 175                                       | Rodrigo Quirino (BRA)*         | AB-6                           |
| 176                                       | Antonio Garnero (BRA)          | AB-6                           |
| Directeur sportif : Wolney José de Morais |                                |                                |

| Jamis JAM                               | Jamis JAM                   | Jamis JAM |
| --------------------------------------- | --------------------------- | --------- |
| Num                                     | Coureur                     | Pos       |
| 181                                     | Janier Acevedo (COL)        | 8e        |
| 182                                     | Brayan Sánchez (COL)*       | 45e       |
| 183                                     | Lucas Sebastián Haedo (ARG) | 123e      |
| 184                                     | Eric Marcotte (USA)         | 101e      |
| 185                                     | Kyle Murphy (USA)           | AB-7      |
| 186                                     | Luis Amarán (CUB)           | 51e       |
| Directeur sportif : Sebastien Alexandre |                             |           |

| Équipe nationale du Chili CHI   | Équipe nationale du Chili CHI | Équipe nationale du Chili CHI |
| ------------------------------- | ----------------------------- | ----------------------------- |
| Num                             | Coureur                       | Pos                           |
| 191                             | Luis Fernando Sepúlveda (CHI) | 133e                          |
| 192                             | Marco Arriagada (CHI)         | 54e                           |
| 193                             | Cristopher Mansilla (CHI)     | 145e                          |
| 194                             | Elías Tello (CHI)*            | 36e                           |
| 195                             | Cristian Cornejo (CHI)*       | 118e                          |
| 196                             | Matías Arriagada (CHI)*       | 88e                           |
| Directeur sportif : Sergio Gili |                               |                               |

| Drapac DPC                             | Drapac DPC           | Drapac DPC |
| -------------------------------------- | -------------------- | ---------- |
| Num                                    | Coureur              | Pos        |
| 201                                    | Brendan Canty (AUS)  | 73e        |
| 202                                    | Jordan Kerby (AUS)   | 81e        |
| 203                                    | Peter Koning (NED)   | 80e        |
| 204                                    | Jason Lowndes (AUS)* | 126e       |
| 205                                    | Timothy Roe (AUS)    | NP-5       |
| 206                                    |                      |            |
| Directeur sportif : Agostino Giramondo |                      |            |

| Strongman-Campagnolo-Wilier SCQ       | Strongman-Campagnolo-Wilier SCQ | Strongman-Campagnolo-Wilier SCQ |
| ------------------------------------- | ------------------------------- | ------------------------------- |
| Num                                   | Coureur                         | Pos                             |
| 211                                   | Richard Carapaz (ECU)           | 78e                             |
| 212                                   | Steven Calderón (COL)           | 13e                             |
| 213                                   | Jonathan Millán (COL)           | 11e                             |
| 214                                   | Óscar Sánchez (COL)             | 24e                             |
| 215                                   | Jonathan Caicedo (ECU) (Clm)    | 58e                             |
| 216                                   | Jaime Suaza (COL)               | 115e                            |
| Directeur sportif : Luis Alfonso Cely |                                 |                                 |

| Équipe nationale du Mexique MEX   | Équipe nationale du Mexique MEX | Équipe nationale du Mexique MEX |
| --------------------------------- | ------------------------------- | ------------------------------- |
| Num                               | Coureur                         | Pos                             |
| 221                               | Flavio de Luna (MEX)            | 21e                             |
| 222                               | Juan Pablo Magallanes (MEX)     | 67e                             |
| 223                               | Eder Frayre (MEX)               | 20e                             |
| 224                               | Miguel Luis Álvarez (MEX)       | 19e                             |
| 225                               | Ulises Castillo (MEX)           | 109e                            |
| 226                               | Rene Corella (MEX)              | 93e                             |
| Directeur sportif : Bruno Roussel |                                 |                                 |

| Fortuneo-Vital Concept FVC       | Fortuneo-Vital Concept FVC         | Fortuneo-Vital Concept FVC |
| -------------------------------- | ---------------------------------- | -------------------------- |
| Num                              | Coureur                            | Pos                        |
| 231                              | Chris Anker Sørensen (DEN) (Route) | 61e                        |
| 232                              | Eduardo Sepúlveda (ARG)            | 2e                         |
| 233                              | Boris Vallée (BEL)                 | AB-6                       |
| 234                              | Julien Loubet (FRA)                | 39e                        |
| 235                              | Vegard Breen (NOR)                 | 140e                       |
| 236                              | Franck Bonnamour (FRA)*            | 148e                       |
| Directeur sportif : Roger Tréhin |                                    |                            |

| Holowesko-Citadel-Hincapie Sportswear HSD | Holowesko-Citadel-Hincapie Sportswear HSD | Holowesko-Citadel-Hincapie Sportswear HSD |
| ----------------------------------------- | ----------------------------------------- | ----------------------------------------- |
| Num                                       | Coureur                                   | Pos                                       |
| 241                                       | Oscar Clark (USA)                         | NP-7                                      |
| 242                                       | Jonathan Hornbeck (USA)                   | AB-6                                      |
| 243                                       | Robin Carpenter (USA)                     | 46e                                       |
| 244                                       | Robbie Squire (USA)                       | 15e                                       |
| 245                                       | Miguel Bryon (USA)*                       | 137e                                      |
| 246                                       | Travis McCabe (USA)                       | NP-5                                      |
| Directeur sportif : Thomas Craven         |                                           |                                           |

| Équipe nationale d'Uruguay URU    | Équipe nationale d'Uruguay URU | Équipe nationale d'Uruguay URU |
| --------------------------------- | ------------------------------ | ------------------------------ |
| Num                               | Coureur                        | Pos                            |
| 251                               | Jorge Bravo (URU)              | 38e                            |
| 252                               | Richard Mascarañas (URU)       | 74e                            |
| 253                               | Matías Pérez (URU)             | 33e                            |
| 254                               | Roderyck Asconeguy (URU)       | 103e                           |
| 255                               | Ramiro Cabrera (URU)           | 100e                           |
| 256                               | Anderson Maldonado (URU)*      | 25e                            |
| Directeur sportif : Julio Dorrego |                                |                                |

| Équipe nationale du Costa Rica CRC     | Équipe nationale du Costa Rica CRC | Équipe nationale du Costa Rica CRC |
| -------------------------------------- | ---------------------------------- | ---------------------------------- |
| Num                                    | Coureur                            | Pos                                |
| 271                                    | Juan Carlos Rojas (CRC)            | 29e                                |
| 272                                    | César Rojas (CRC)                  | 105e                               |
| 273                                    | Josué González (CRC)               | 16e                                |
| 274                                    | Román Villalobos (CRC)             | 9e                                 |
| 275                                    | Pablo Mudarra (CRC)                | 43e                                |
| 276                                    | Paul Betancourt (CRC)              | 79e                                |
| Directeur sportif : Alexánder Sandoval |                                    |                                    |

| Équipe nationale de Cuba CUB     | Équipe nationale de Cuba CUB | Équipe nationale de Cuba CUB |
| -------------------------------- | ---------------------------- | ---------------------------- |
| Num                              | Coureur                      | Pos                          |
| 281                              | José Mojica (CUB)            | 44e                          |
| 282                              | Félix Nodarse (CUB)          | 116e                         |
| 283                              | Pedro Portuondo (CUB)        | 77e                          |
| 284                              | Leandro Marcos (CUB)         | AB-5                         |
| 285                              | Yans Arias (CUB)             | AB-7                         |
| 286                              | Yasmany Viamonte (CUB)*      | 147e                         |
| Directeur sportif : Ramón Acosta |                              |                              |